# Lieferkettengesetz
Ein Lieferkettengesetz soll einen rechtlichen Rahmen schaffen, um den Schutz der Umwelt, Menschen- und Kinderrechte entlang globaler Lieferketten zu verbessern. Unternehmen, die im Ausland Vorleistungsgüter oder Fertigerzeugnisse beschaffen, müssen Verantwortung für Produktionsverfahren und Arbeitsbedingungen bei ihren Zulieferern übernehmen, Missstände zurückverfolgen und diese von vornherein oder ab Kenntniserlangung vermeiden oder abstellen. Bei Verstößen gegen diese Rechtspflicht droht ein Bußgeld oder Schadensersatz der Mitbewerber.

## Problemstellung
In einem globalisierten Handelsumfeld verletzen Unternehmen im Zuge der weltweiten Wertschöpfungs- und Lieferketten häufig nicht nur Menschenrechte grundlegend, sie schädigen vielerorts auch die Umwelt. Nicht nur diese Missstände sollen beseitigt werden, auch sollen Schadensbetroffene verbesserte Voraussetzungen zur Durchsetzung ihrer Ansprüche erhalten. Das geplante Lieferkettengesetz will daher die bisherige Praxis einer billigenden Inkaufnahme sich realisierender Risiken beenden. Zwar ließen sich im globalen Handel die meisten Praktiken bei der Produktion in den Niedriglohnländern und auch die Einhaltung der Menschenrechte noch aus großer Entfernung kontrollieren, dies geschehe aber durch die Unternehmen derzeit in nicht zureichendem Maße. Da die gegenwärtige Rechtslage vieler Staaten zur Beurteilung einer nachweisbaren Produkthaftung nur Merkmale und Umstände zulässt, die unter der Kontrolle der belangten Unternehmen stehen, besteht aus Sicht des Gesetzgebers Handlungsbedarf im Punkt der Kontrollerweiterung.
Konkret kritisiert werden in den Entwicklungs- und Schwellenländern fehlende oder gering wirkende beziehungsweise ausgebaute Sozialstandards in den Bereichen des Arbeitsschutzes, der Arbeitsbelastungen und Arbeitssicherheit, häufig mit ausbeutendem Charakter. Auch Probleme des betrieblichen Gesundheitsschutz, der Kinderarbeit, des fairen Handels, der Konsumnachhaltigkeit und der Nichteinhaltung von Umweltstandards werden thematisiert. Da die Verantwortung ausschließlich bei den lokalen Betrieben und den sie überwachenden Behörden liegt, können die Probleme ausländischer Beschaffungsmärkte den Unternehmen in Industriestaaten kaum angelastet werden. Diese haben lediglich die Möglichkeit, ausländische Zulieferer, die kritisierte Arbeitsbedingungen zulassen oder in Kauf nehmen, zu boykottieren oder durch moralische Appelle auf sie einzuwirken.

## Länderübersicht
In einigen europäischen Ländern gibt es bereits Gesetze für die Achtung der Menschenrechte in den globalisierten Wertschöpfungsketten.

### Deutschland
In Deutschland hat sich die Bundesregierung in ihrem Koalitionsvertrag von 2018 verpflichtet, unternehmerische Sorgfaltspflichten gesetzlich festzulegen, wenn nicht die Mehrheit der deutschen Großunternehmen bis zum Jahr 2020 entsprechende Prozesse freiwillig veranlasst hat. Dieser Passus im Koalitionsvertrag geht auf den Nationalen Aktionsplan Wirtschaft und Menschenrechte der Bundesregierung (NAP) aus dem Jahr 2016 zurück, in dem die Verantwortung deutscher Unternehmen für die Achtung der Menschenrechte betont wurde. Der Aktionsplan wiederum geht auf die UN-Leitprinzipien für Wirtschaft und Menschenrechte von 2011 zurück, die die Einhaltung der Menschenrechte in Wirtschaftsbezügen gewährleisten sollen.
Daraufhin hat die Bundesregierung in einem Monitoring überprüft, inwieweit Unternehmen mit über 500 Mitarbeitern ihrer Sorgfaltspflicht nachkommen. Am 8. Oktober 2020 wurde der Abschlussbericht dieses Monitoringprozesses verabschiedet. Demnach erfüllten im maßgeblichen Erhebungsjahr 2020 13 bis 17 % der betrachteten Unternehmen freiwillig die NAP-Anforderungen („NAP-Erfüller“). Weitere 10 bis 12 % der Unternehmen befanden sich „auf einem guten Weg“, die NAP-Anforderungen zu erfüllen. Damit wurde der von der Bundesregierung gesetzte Zielwert von mindestens 50 % „NAP-Erfüllern“ verfehlt.

#### Gesetz über unternehmerische Sorgfaltspflichten in Lieferketten (Lieferkettensorgfaltspflichtengesetz, LkSG)
Am 12. März 2020 stoppte die amtierende Bundeskanzlerin Angela Merkel einen entsprechenden Vorstoß des Bundesarbeitsministers Hubertus Heil (SPD) und des Entwicklungsministers Gerd Müller (CSU) für ein Gesetz gegen Ausbeutung in globalen Lieferketten. Anfang Juli 2020 lud die Kanzlerin ihre beiden Minister zu einem Gespräch ein, bei dem klar wurde, dass nun auch das Kanzleramt Interesse daran hatte, das Thema in der Legislaturperiode zum Abschluss zu bringen. Handlungsbedarf wurde erkannt, weil lediglich etwa jedes fünfte Unternehmen menschenrechtliche Sorgfaltspflichten einhielte. Dies hatte eine – hinsichtlich der Methodik umstrittene – Befragung der Unternehmensberatung Ernst & Young bei Tausenden Unternehmen ergeben.
Allerdings erbrachten diese Beratungen bis Anfang 2021 keinen Durchbruch. Der Gesetzentwurf wurde zuletzt im Koalitionsausschuss am 3. Februar 2021 von Bundeswirtschaftsminister Peter Altmaier (CDU) weiterhin blockiert, obwohl Entwicklungsminister Müller (CSU) und Bundesarbeitsminister Heil (SPD) auf eine Einigung drängten.
Am 12. Februar 2021 einigten sich Hubertus Heil, Gerd Müller und Peter Altmaier auf einen Kompromiss. Das Lieferkettengesetz soll vom 1. Januar 2023 an gelten, zunächst nur für Unternehmen mit mehr als 3000 Beschäftigten, ab 2024 auch für Unternehmen mit mehr als 1000 Mitarbeitern. Am 11. Juni 2021 wurde das Gesetz über die unternehmerischen Sorgfaltspflichten in Lieferketten in namentlicher Abstimmung mehrheitlich vom Bundestag beschlossen. Am 25. Juni 2021 verzichtete der Bundesrat auf die Anrufung des Vermittlungsausschusses und billigte damit das Gesetzesvorhaben. Das Gesetz trat überwiegend am 1. Januar 2023 in Kraft. Der erste Beschwerdefall auf Grundlage des Gesetzes wurde beim Bundesamt für Wirtschaft und Ausfuhrkontrolle von der National Garment Workers Federation (NGWF) aus Bangladesch mit Unterstützung des ECCHR und Femnet gegen Amazon und IKEA eingereicht.

#### Kritik
Gegen eine entsprechende gesetzliche Regelung kam vor allem von Unternehmerseite und Wirtschaftslobbyisten Kritik. Sie befürchteten negative Folgen für die Wirtschaft. Deswegen warnten sie vor nicht kontrollierbaren juristischen Konsequenzen und kritisierten, dass der Staat versuche, der Wirtschaft eine Kontrollpflicht aufzuerlegen, der er selbst nicht nachkommen könne. Die Bundesvereinigung der Deutschen Arbeitgeberverbände sieht nach wie vor Probleme in der Umsetzung und hält ein solches Gesetz für nicht praktikabel. Gemeinsam mit dem Bundesverband der Deutschen Industrie, dem Deutschen Industrie- und Handelskammertag sowie dem Einzelhandelsverband schöpfte sie den im Nationalen Aktionsplan genannten Zeitraum bis Ende 2020 voll aus.
Hierzu lobbyierten die Gegner eines Lieferkettengesetzes beim Auswärtigen Amt, dem Entwicklungsministerium, dem Kanzleramt und dem Bundeswirtschaftsministerium und wurden darin von Bundeswirtschaftsminister Peter Altmaier unterstützt. Der Wirtschaftsverband Wirtschaftsrat der CDU sprach sich ebenfalls gegen ein solches Gesetz aus. Diese Mobilisierung großer Wirtschaftsverbände bewirkte, dass das Gesetz nicht in der ursprünglichen Form verabschiedet wurde und erst 2023 in Kraft trat.
Entgegen dem Wortlaut des Gesetzes werde auch kleinen Betrieben erheblicher bürokratischer Aufwand aufgebürdet, da deren Großkunden Selbstverpflichtungen und die Beantwortung ausführlicher Fragebögen einfordern. Da hierzu einheitliche Standards fehlen, müsse dies für jeden Kunden erneut gemacht werden, so Michael Herr beim SWR.

#### Unterstützung
Laut einer Umfrage von Infratest dimap sprachen sich im Jahr 2020 rund 75 Prozent der Bürger für ein Lieferkettengesetz aus. 22 Prozent reagierten ablehnend.
Viele große deutsche Unternehmen erhofften sich von einem verlässlichen Gesetzesrahmen eine Wettbewerbsgleichheit für verantwortlich und nachhaltig arbeitende Unternehmen. Ende 2019 riefen 42 deutsche Unternehmen die Bundesregierung auf, einen Gesetzesrahmen zu schaffen, um Wettbewerbsgleichheit herzustellen. Sie forderten verbindliche und nachvollziehbare Richtlinien für Wirtschaftsunternehmen, wann die unternehmerische Sorgfaltspflicht in Bezug auf Zulieferer und Lieferketten erfüllt sei, damit nachhaltiges Lieferantenmanagement nicht zum Wettbewerbsnachteil im Markt führt.
Seit 2019 schlossen sich immer mehr Organisationen aus den Bereichen Menschenrechte, Umwelt, Entwicklungszusammenarbeit und Unternehmensverantwortung sowie Gewerkschaft und Kirchen zur „Initiative Lieferkettengesetz“ zusammen. Mit Hinweis auf die Zusammenhänge von Menschenrechtsverletzungen und Umweltzerstörung forderten sie von der Bundesregierung ein Gesetz, das die gesamte Wertschöpfungskette umfasst und Sanktionen im Falle des Rechtsbruchs vorsehe.
Entwicklungsminister Gerd Müller äußerte auf einer Äthiopienreise Interesse, deutschen Unternehmen auch Verantwortung für die ersten Produktionsschritte in anderen Ländern zu geben.
Unterstützung kam auch von Holger Görg vom Institut für Weltwirtschaft (IfW), der solch ein Gesetz für technisch umsetzbar hält und positive Auswirkungen auf Standards in globalen Lieferketten betonte, die durch die Industrienationen gesetzt würden.
Zahlreiche römisch-katholische Bischöfe in Deutschland unterzeichneten im September 2020 einen von der internationalen Allianz katholischer Entwicklungsorganisationen CIDSE sowie dem katholischen Hilfswerk Misereor unterstützten Aufruf, in dem ein solidarischer und ökologischer Umbau der Wirtschaftsregeln und eine Kontrolle der Lieferketten gefordert wurden; weltweit unterzeichneten 233 Bischöfe aus 43 Staaten.
Mit klaren Forderungen nach einem Lieferkettengesetz widersprachen in einer Stellungnahme über 70 Ökonomen der Darstellung der Wirtschaftsverbände und dem Bundeswirtschaftsminister Peter Altmaier am 13. Januar 2021. Demzufolge ist ein Lieferkettengesetz aus wirtschaftswissenschaftlicher Perspektive machbar und notwendig. Gleichzeitig skandalisierten sie ein vielfaches Markt- und Politikversagen bei der bisherigen, mit erheblichen negativen sozialen und ökologischen Kosten verbundenen Güterproduktion.
Unterstützung erhielt das Gesetzesvorhaben auch durch die Kampagne „Initiative Lieferkettengesetz“, die rund 125 Organisationen umfasste. Sie erstellte einen digitalen Kettenbrief, mit dem die Nachbesserung des Gesetzes und seine Ausrichtung an geplanten EU-Standards gefordert wurde.

#### Verschiebung bis 2028
Das Europäische Parlament stimmte im April 2025 dafür, dass erste Regelungen des Vorhabens erst ab dem 26. Juli 2028 gelten. Mit der Richtlinie (EU) 2025/794 ist diese Änderung in Kraft getreten.

### Frankreich

#### Loi de vigilance, Schutz der Menschenrechte
Im Februar 2017 wurde in Frankreich mit dem «Loi de vigilance» ein Gesetz zur verbindlichen Verankerung der unternehmerischen Sorgfaltspflicht für Menschenrechte verabschiedet. Französische Unternehmen sind verpflichtet, menschenrechtliche Risiken auch in Tochterunternehmen und entlang der Lieferkette zu identifizieren und zu verhindern.

### Großbritannien

#### Modern Slavery Act
2015 verabschiedete das Britische Parlament ein Gesetz gegen moderne Formen der Sklaverei und für Berichterstattungen und Maßnahmen gegen Zwangsarbeit, den Modern Slavery Act.

### Kanada

#### Fighting Against Forced Labour and Child Labour in Supply Chains Act
Am 28. April 2022 wurde der Fighting Against Forced Labour and Child Labour in Supply Chains Act (Gesetz zur Bekämpfung von Zwangs- und Kinderarbeit in Lieferketten) erlassen. Das Gesetz erhielt am 11. Mai 2023 die königliche Zustimmung und wird voraussichtlich am 1. Januar 2024 in Kraft treten. Es besteht aus zwei Teilen. Das Gesetz verpflichtet bestimmte Regierungsinstitutionen und Unternehmen des privaten Sektors, über die Maßnahmen zu berichten, die ergriffen wurden, um das Risiko von Zwangs- oder Kinderarbeit bei ihnen oder in ihren Lieferketten zu verhindern und zu verringern. Das Gesetz sieht ein Inspektionssystem vor, das für Unternehmen gilt, und gibt dem Minister die Befugnis, von einem Unternehmen die Bereitstellung bestimmter Informationen zu verlangen. Durch den Erlass wurde zudem der Zolltarif geändert, um ein Verbot der Einfuhr von Waren zu ermöglichen, die ganz oder teilweise durch Zwangs- oder Kinderarbeit gefertigt wurden.

### Niederlande

#### Child Labour Due Diligence Law
Am 14. Mai 2019 stimmte die Erste Kammer (niederländische Senat) dem Child Labour Due Diligence Law zu, das bereits im Februar 2017 durch die Zweite Kammer verabschiedet wurde. Das Gesetz verpflichtet Unternehmen zur Einhaltung von Sorgfaltspflichten in Bezug auf Kinderarbeit und sieht bei Nichtbeachtung Beschwerdemöglichkeiten und Sanktionen vor.

### Österreich
In Österreich sind seit 2016 zivilgesellschaftliche Akteure und Arbeitnehmervertretungen im Rahmen der Treaty Allianz Österreich aktiv tätig und kämpfen für verbindliche Regeln entlang der Lieferkette. Die Arbeit wird vom Netzwerk Soziale Verantwortung (NeSoVe) koordiniert.
Im Oktober 2020 startete die Treaty Allianz Österreich die Kampagne „Menschenrechte brauchen Gesetze! – Damit Lieferketten nicht verletzen“. Die Kampagne fordert ein Lieferkettengesetz auf nationaler und EU-Ebene sowie Unterstützung für das verbindliche UN-Abkommen zu Wirtschaft und Menschenrechten. Die zivilgesellschaftliche Kampagne wird von ÖGB, Arbeiterkammer, Netzwerk soziale Verantwortung (NeSoVe), Südwind, Dreikönigsaktion, Fairtrade, FIAN, Globale Verantwortung und attac getragen. Sie steht im Austausch mit der deutschen Kampagne „Initiative Lieferkettengesetz“.
Im November 2020 wurde von der Gemeinwohlstiftung COMÚN zudem eine von Parteien, NGOs und Interessenverbänden unabhängige „Bürgerinitiative für ein Lieferkettengesetz“ ins Leben gerufen, der u. a. Jean Ziegler, Susanne Scholl, Manfred Nowak, Kathrin Hartmann, Sebastian Bohrn Mena, Helga Kromp-Kolb, Robert Misik, Julya Rabinowich angehören. Die Initiative verfügt über drei Sprecherinnen, COMÚN-Vorsitzende und Autorin Veronika Bohrn Mena, Klimaaktivistin Lena Schilling und Armutsaktivistin Daniela Brodesser. Die Initiative wird mittlerweile auch von zahlreichen Amtsträgern unterstützt, darunter etwa der ehemalige deutsche Entwicklungsminister und neue UNIDO-Direktor Gerd Müller, der österreichische Vizekanzler Werner Kogler, Klimaministerin Leonore Gewessler, der oberösterreichische Landesrat Stefan Kaineder oder der Bürgermeister von Hard in Vorarlberg, Martin Staudinger. Die Initiative für ein Lieferkettengesetz hat auch den „Lieferkettenatlas“ ins Leben gerufen, mit der sie Lieferketten visualisiert und ökologische wie soziale Missstände aufzeigt.
Ein Volksbegehren zum Lieferkettengesetz hatte folgenden Inhalt: „Der Verfassungsgesetzgeber möge dem Beispiel Deutschlands folgend ein Lieferkettengesetz beschließen, das Unternehmen und Konzerne verpflichtet, 1. den Produktionsprozess inkl. Transportwesen ihrer Waren lückenlos zu dokumentieren und transparent offenzulegen und 2. Menschenrechts-, Arbeits-, Tier- und Umweltschutz entlang der Lieferkette ebenso zu garantieren, wie bei in Österreich produzierten Produkten. Verletzungen dieser Sorgfaltspflichten müssen wirksame Sanktionen nach sich ziehen.“
Die Eintragungswoche fand vom 17. bis 24. April 2023 statt, das Volksbegehren erreichte 120.397 gültige Eintragungen, sodass es vom Nationalrat behandelt werden musste. Nach einer Beratung im Wirtschaftsausschuss wurde der Ausschussbericht vom Nationalratsplenum am 31. Jänner 2024 zur Kenntnis genommen.

### Schweiz

#### Volksinitiative, Gegenentwurf, Gesetz
Auch in der Schweiz wird über eine verbindliche Sorgfaltspflicht debattiert.
2020/21 befand sich ein Gesetzesentwurf zur Konzernverantwortung im parlamentarischen Verfahren, der eine Haftung für Schäden durch die Verursacher vorsieht.
Die von 120 Organisationen getragene Konzernverantwortungsinitiative (Eidgenössische Volksinitiative «Für verantwortungsvolle Unternehmen – zum Schutz von Mensch und Umwelt») hat 2016 die notwendigen Unterschriften für eine verbindliche Abstimmung eingereicht. Am 29. November 2020 wurde sie in einer der Volksabstimmungen abgelehnt – zwar mit 50,7 Prozent knapp von den Stimmberechtigten angenommen (Volksmehr), scheiterte aber an nicht erreichter Mehrheit der Kantone, also kantonal zugeordneten Stimmen (Ständemehr – Ja: 8 1⁄2 Stände, Nein: 12 5⁄2 Stände). Somit ging der vor der Abstimmung ausgearbeitete Gegenentwurf des Parlaments in die Umsetzung. Das Gesetz wird voraussichtlich 2021/22[veraltet] in Kraft treten.

## Europäische Union

### Europäische Kommission
EU-Justizkommissar Didier Reynders kündigte am 29. April 2020 an, im Jahr 2021 einen Gesetzesentwurf zur unternehmerischen Sorgfaltspflicht vorlegen zu wollen. Diese Ankündigung wurde von Europaabgeordneten und Befürwortern eines deutschen Lieferkettengesetzes begrüßt. Am 26. Oktober 2020 eröffnete die EU-Kommission eine öffentliche Konsultation zu „sustainable corporate governance“, an der sich unterschiedliche Wirtschaftsakteure und öffentliche Institutionen beteiligen sollen. Die Umfrage endete am 8. Februar 2021.
Am 23. Februar 2022 nahm die Kommission einen Vorschlag für das Lieferkettengesetz an. Dieser stieß auf Kritik, da das Gesetz in der geplanten Form nur etwa ein Prozent der Unternehmen in der EU betreffen würde und keine klimabezogenen Sorgfaltspflichten beinhaltet.
Die Europäische Lieferkettenrichtlinie (Corporate Sustainability Due Diligence Directive, CSDDD) war später jahrelang in der Diskussion.

### Europäisches Parlament
Der Rechtsausschuss des Europaparlaments nahm am 27. Januar 2021 einen Initiativbericht an, der strikte Sorgfaltspflichten für Unternehmen vorsieht. Sie sollen verpflichtet werden, negative Auswirkungen auf die Menschenrechte, die Umwelt und die gute Unternehmensführung bei ihrer Produktion und ihren Geschäftsbeziehungen zu vermeiden. Die sogenannte Due-Diligence-Strategie soll die gesamte Wertschöpfungskette umfassen. Damit soll auch sichergestellt werden, dass Waren, die unter Zwangsarbeit hergestellt werden, nicht auf dem Binnenmarkt platziert werden können. Dies könnte vor allem Importe aus China treffen. Das Europaparlament sieht seinen Vorstoß als Rückendeckung für Justizkommissar Didier Reynders. Am 10. März 2021 stimmte das Parlament mit großer Mehrheit einem Bericht über Sorgfaltspflichten von Unternehmen zu, was als Aufforderung an die Kommission zur Vorlage eines entsprechenden Gesetzes galt. Die im Bericht eingearbeiteten Vorschläge sahen eine Anwendung auch für Unternehmen mit weniger als 1.000 Beschäftigten und für Unternehmen mit Sitz außerhalb der EU vor. Die Forderungen überstiegen damit die des deutschen Lieferkettengesetzes. Gegen den Entwurf zum EU-Lieferkettengesetz wurde u. a. seitens des Bundesverbandes der Deutschen Industrie, der Mittelstands-Union und des Verbandes Deutscher Maschinen- und Anlagenbau Lobbyarbeit betrieben.
Der Vorschlag der EU-Kommission für eine EU-Richtlinie über die Sorgfaltspflichten von Unternehmen im Hinblick auf Nachhaltigkeit (CSDD) wurde im Mai 2023 im Rechtsausschuss behandelt. Nach langwierigen Verhandlungen wurde ein Kompromiss als Ausschussbericht verabschiedet, da verschiedene Fraktionen, insbesondere die konservative EVP und die zentristische Renew-Fraktion, einige Kernpunkte des Vorschlags ablehnten. Kurz vor der Plenumsabstimmung versuchte die EVP noch, den gemeinsam erarbeiteten Ausschussbericht abzuschwächen. Am 1. Juni 2023 wurde dennoch eine verschärfte Version als Verhandlungsposition vom Parlament verabschiedet, die über den ursprünglichen Vorschlag der Kommission hinausging. Im Dezember 2023 einigten sich Unterhändler des Europaparlaments mit den EU-Staaten.
Die geplante Richtlinie geht weit über die deutschen Bestimmungen hinaus. Der Geltungsbereich soll in Zukunft bei Unternehmen mit 500 Beschäftigten liegen. Dadurch vervielfacht sich die Anzahl der betroffenen Unternehmen. Bisher sind vom Lieferkettensorgfaltspflichtengesetz (LkSG) nur Unternehmen mit mehr als 3.000 Mitarbeitern betroffen. Diese Schwelle sinkt 2024 auf 1.000. Die Pflichten sollen auch für Unternehmen ab 250 Beschäftigten mit einem Umsatz von mehr als 40 Millionen Euro gelten, wenn mindestens 20 Millionen davon in bestimmten Risikosektoren verdient werden. Darunter fallen u. a. Produktion und Großhandel von Textilien, Kleidung und Schuhen, Landwirtschaft und Fischerei, Lebensmittelherstellung, Gewinnung und Großhandel mit mineralischen Rohstoffen.
Die Einigung auf das EU-Gesetz bedurfte noch der Bestätigung des Europäischen Parlaments und der EU-Staaten. Die Lieferkettenrichtlinie wäre 20 Tage nach ihrer Veröffentlichung im EU-Amtsblatt in Kraft getreten und hätte von den Mitgliedstaaten dann innerhalb von zwei Jahren in nationales Recht umgesetzt werden müssen. Bei der Abstimmung der EU-Staaten am 28. Februar 2024 erreichte die Richtlinie zunächst nicht die erforderliche Mehrheit. Zu dieser kam es am 24. Mai 2024.

### Nichtregierungsorganisationen (NGO)
Am 9. Dezember 2020 starteten der Europäische Gewerkschaftsbund, die Europäische Koalition für Unternehmensverantwortung, Friends of the Earth, der Österreichische Gewerkschaftsbund und die Arbeiterkammer eine Kampagne auf EU-Ebene. Über eine Kampagnen-Website konnten Bürger die Kommission dazu auffordern, einen Rechtsakt vorzulegen, der Menschenrechtsverstöße von Unternehmen effektiv bekämpft. Über 145.000 Bürger haben daran teilgenommen.

### Finanzbranche
Die europäische Finanzbranche um den weltgrößten Finanzverwalter, Blackrock, versucht, unterstützt vom französischen Staatspräsidenten Emmanuel Macron, bei der Erarbeitung des Lieferkettengesetzes eine Ausnahmeregelung für die Finanzindustrie zu erwirken. Dem Vorschlag der Finanzbranche nach soll jedes EU-Land selbst entscheiden dürfen, ob Banken, Fondsgesellschaften oder Versicherungen sich an die Vorschriften des Lieferkettengesetzes halten müssen.

### Kritik
Wirtschaftsverbände befürchten einen übermäßigen Bürokratieaufwand für Unternehmen und dadurch einen Wettbewerbsnachteil gegenüber Firmen aus Drittstaaten, die nicht von den Regeln betroffen sind. Die Deutsche Industrie- und Handelskammer (DIHK) kritisierte, dem Gesetzesentwurf fehle es an Praxistauglichkeit, Verhältnismäßigkeit und Rechtssicherheit. Das Lieferkettengesetz würde den Unternehmen ein neues und unkalkulierbares Haftungsrisiko aufbürden. Von ihnen würde eine Kontrolle erwartet, die außerhalb ihrer eigenen Einflussmöglichkeiten liegt. Lieferketten bestünden oft aus mehreren hundert, teils mehreren tausend Firmen. In der Regel sei einem Betrieb aber nur der direkte Zulieferer bekannt.
Laut Lukas Schaugg, Analyst für internationales Recht am International Institute for Sustainable Development (IISD), drohen Ländern und Zulieferern im Globalen Süden Rechtsunsicherheit und erhöhte Rechtsfolgekosten durch das komplexe Regelwerk, das die CSDDD in den verschiedenen Regionen einführen würde. Dies könne zu wirtschaftlicher Ausgrenzung führen, wenn es für Lieferanten im globalen Süden schwierig werde, Teil der europäischen Lieferketten zu sein.
Das zeigen auch Berechnungen des Instituts der deutschen Wirtschaft (IW) auf Basis von Daten des Statistischen Bundesamts. Demnach sanken die deutschen Bekleidungsimporte aus Kambodscha in den ersten zehn Monaten des Jahres 2023 nominal um mehr zehn Prozent gegenüber dem Vorjahr. Die Bekleidungsimporte aus Bangladesch und Pakistan gingen sogar um fast 20 Prozent zurück, ein erster Hinweis auf potenziell negative Effekte des deutschen Lieferkettengesetzes. Die strengeren europäischen Regeln dürften das nur verschärfen.